# Кенсьё (Изер)
Кенсьё (фр. Quincieu) — коммуна во Франции, находится в регионе Рона — Альпы. Департамент коммуны — Изер. Входит в состав кантона Сюд-Грезиводан. Округ коммуны — Гренобль.
Код INSEE коммуны — 38330. Население коммуны на 2012 год составляло 101 человек. Населённый пункт находится на высоте от 480  до 771  метров над уровнем моря. Муниципалитет расположен на расстоянии около 460 км юго-восточнее Парижа, 70 км юго-восточнее Лиона, 29 км западнее Гренобля. Мэр коммуны — M. Alain Jourdan, мандат действует на протяжении 2014—2020 гг.
Динамика населения (INSEE):